# Frederick Kisch
Frederick Hermann Kisch (în ebraică:פרדריק הרמן קיש, n. 23 august 1888 - m. 7 aprilie 1943) a fost un militar britanic evreu, general de brigadă, și conducător sionist,  născut în India, care a activat în Palestina sub mandat britanic. A fost ofițerul evreu care a ajuns la gradul cel mai înalt în armata britanică. Între 1922-1929 a fost șeful departamentului politic al Executivei Sioniste, iar în anii 1929-1931 a îndeplinit funcția de șef al Departamentului Politic al Agenției Evreiești de asemenea, a fost șeful Comisiei Executive Sioniste din Ierusalim (1923-1931).  

## Biografie

### Copilărie și tinerețe
Kisch s-a născut în 1888 la Darjeeling în India, ca fiu al lui Michael Kisch și Alice Charlotte, născută Elkin.
A avut un frate - Sir Cecil Kisch, și trei surori - Ethel, Evelyn și Dorothy. Tatăl, Michael Hermann, a fost director al Poștei din provincia Bengal, iar mai târziu, directorul Poștei Indiene.
A studiat la Colegiul evreiesc din Londra, apoi la Trinity College din Cambridge, și mai apoi, la Colegiul Cliton.
În iulie 1907 a terminat pe locul al doilea Academia Militară Regală de la Woolwich. A fost ofițer în trupele de geniu britanice din India (Armata indiană).  Odată cu izbucnirea Primului Război Mondial Kisch a servit, mai întâi, în Beluchistan, apoi pe frontul franco-german, unde a fost rănit de două ori. Ulterior a fost trimis în Mesopotamia (Irak), unde s-a rănit a treia oară. Ca urmare a fost declarat inapt pentru serviciul pe front și a fost transferat la Corpul Militar de Informații în secția acoperind Rusia, Persia, China și Japonia. A servit la Londra în statul major al generalului Sir George Macdonogh. În timpul războiului a fost ridicat la rangul de locotenent-colonel. După încetarea focului ]n anii 1919-1921 a făcut parte din delegația Regatului Unit la Convorbirile de pace de la Paris.
A fost distins cu decorații ale Marii Britanii - Ordinul pentru Serviciu Deosebit (Distinguished Service Order) pentru curaj in acțiune, și Franței (Crucea de Război cu frunză de palmier).

### Perioada interbelică în Palestina
Deși avea gradul de locotenent colonel nu a fost angajat la Scoala de ofițeri - Staff College. A demisionat din armată. În 1922 a aderat la mișcarea sionistă și a învățat ebraica, și a acceptat invitația lui Haim Weizmann, președintele Organizației Sioniste, de a deveni membru al Executivei Sioniste (condusă de Nahum Sokolov) și șef a departamentului politic al Organizației Sioniste. A fost ales în aceste funcții la Congresul sionist de la Karlovy Vary în 1923. Ulterior, a devenit între 1923-1931 și șeful Comisiei Executive Sioniste din Ierusalim, unde principala sa misiune era să medieze între evreii din Palestina și autoritățile mandatare britanice și vice versa.
Între anii 1922-1929 a fost director al departamentului politic al Executivei Sioniste  iar, în continuare, între 1929-1931, director al Departamentului Politic al Agenției Evreiești pentru Palestina.Recordul său în armata britanică i-a permis să cultive relații excelente cu administrația britanică a Palestinei mandatare și cu lideri arabi precum Hussein bin Ali, șeriful din Mecca si regele Hijazului (cu care s-a intâlnit în 1924 și 1931), cu fiul acestuia, emirul Transiordaniei,Abdallah (cu care s-a intâlnit la Amman în 1924) și cu conducatorii Egiptului (cu care s-a întâlnit la Cairo).
S-a aflat in contact cu autoritățile mandatare în legătură cu Legea cetățeniei care a stabilit acordarea cetățeniei palestiniene mandatare imigranților evrei, de asemenea, în legatură cu competența consiliilor locale și cu legiferarea de legi. Kisch a sprijinit actiunea comuna a evreilor si arabilor pentru îmbunătățirea condițiilor de viață în Palestina și a chemat la unitatea tuturor fracțiunilor sioniste. El a avertizat ca confruntările dintre muncitori și patroni pot deservi cauza sionistă pe plan internațional, crescând temerile de o influență comunistă din partea imigrantilor evrei, veniți din Rusia.
A obtinut transferarea controlului serviciilor sanitare și de învățământ pentru evreii din Palestina de la autoritățile mandatare la cele ale populatiei evreiești.
În anii de după revolta arabă din 1929 s-au ascuțit criticile contra lui Kisch din taberele de stânga și de dreapta, și in 1931 a demisionat din Executiva Zionistă și a fost înlocuit de dr. Haim Arlosoroff. În 1932 a fost numit membru in Consiliul pentru drumurile din Palestina. 
În același an s-a mutat de la Ierusalim la Tel Aviv și a înființat „Asociația pentru încurajarea comerțului între Marea Britanie și Palestina”. 
A intrat ca partener cu omul de afaceri Rosengart în încercări nereușite de dezvoltare a pescuitului în Golful Akaba. În 1934 s-a mutat la Haifa, unde și-a construit o casă frumoasă. Mai târziu, această clădire a fost achiziționată de primăria Haifa pentru a găzdui Muzeul Tikotin de artă japoneză. A deschis un oficiu privat de consilier în domeniul militar.
În iulie 1938 Kisch a prezentat poliției mandatare un memoriu în legătură cu situația securității în Palestina formulând doleanțe din partea publicului evreiesc.
La începutul lunii mai 1939 Kisch s-a rănit cînd avionul cu care a zburat de la Alexandria spre Africa de Sud s-a prăbușit. Nu a renunțat totuși, să-și continue misiunea de colectare de donații în Africa de Sud pentru Fondul Național Evreiesc Keren Kayemet.
Kisch a participat la viața culturală a evreilor din Palestina, a fost președintele trustului care a publicat postum Dicționarul limbii ebraice (Milon) al lui Eliezer Ben Yehuda, a făcut parte din consiliul de directori ai Technionul din Haifa și ai ziarului Palestine Post, în 1936 a ajutat la fondarea Filarmonicii din Tel Aviv.

### Al Doilea Război Mondial
În 1939, în urma izbucnirii celui de-al Doilea Război Mondial, Kisch a fost rechemat în serviciul militar activ al Regatului Unit. A fost înălțat la rangul de general de brigadă și încorporat în Armata a 8-a britanică a feldmareșalului Montgomery la comanda trupelor de geniști, luptând pe frontul Africii de Nord și al Deșertului de Vest cu forțele Germaniei și Italiei.
Kisch a fost responsabil de mentinerea liniilor de aprovizionare cu apă pentru constructia militara în timpul avansărilor și retragerilor forțelor aliate în Africa de Nord etc.
După cucerirea Tobrukului, el a readus portul acesta în stare operativă. La 7 aprilie 1943 și-a pierdut viața, călcând pe o mină în cursul Bătăliei de la Wadi Akarit în Tunisia. Tocmai organiza reconstrucția unui pod, esențial pentru înaintarea forțelor aliate.
A fost înmormântat la Cimitirul militar din Enfidaville (azi Enfida) lângă Sousse.

### Viața privată
Kisch a fost însurat de două ori: prima dată  - cu Ruth Laura Franklin, cu care a avut doi copii: Michael Samuel și Jonathan Benjamin, iar apoi - cu Jeanne Colin. 
Nepotul său, Yoav Kish (fiul lui Michael) a fost aviator în aviația militară israeliană și în compania israeliană de aviație El Al, apoi din 2015 - deputat în Knesset din partea partidului Likud și din 2022 - ministru al învățământului și al cooperării regionale în guvernul Netanyahu.

## Premii și onoruri
- Distinguished Service Order  - Companion al Ordinului pentru Serviciu Deosebit - al Regatului Unit - pentru curaj în actiune
- Crucea de război a Franței, cu palmier
- 1921 - Ordinul Wen-Hu (al Tigrului Vărgat) clasa a IV_a al Republicii China[13]
- Companion of Bath
- Ofițer al Legiunii de Onoare din Franța.

## In memoriam
- În Israel îi poartă numele: 
  - Pădurea memorială Yaar Kisch în Galileea inferioară
  - Moșavul Kfar Kisch din Galileea inferioară, infiintat de veterani evrei din Armata a 8-a britanică.
  - străzi, inclusiv Bulevardul Kisch (Sderot Kisch) de pe Muntele Carmel din Haifa.
- Sabia sa este expusă la Muzeul Forțelor Blindate israeliene din [[Latrun].][14]